# Ardisia vietnamensis
Ardisia vietnamensis är en viveväxtart som beskrevs av C. M. Hu och Y. E. Vidal. Ardisia vietnamensis ingår i släktet Ardisia och familjen viveväxter. Inga underarter finns listade i Catalogue of Life.